# Галабурда, Тамара Александровна
Тамара Александровна Галабурда (22 декабря 1922, Новозыбков — 30 июня 1944, Минск) — участница коммунистического подполья в Минске в годы его оккупации немецко-фашистскими захватчиками в Великую Отечественную войну, разведчица Красной Армии, расстреляна немцами в 1944 году.

## Биография
Родилась в 1922 году городе Новозыбков Брянской области.
Отец — Александр Никанорович Галабурда, сотрудник наркомата связи, в 1937 году был как «врага народа» расстрелян. Мать — бухгалтер.
В Минске проживала с 1932 года. Член ВЛКСМ. В 1940—1941 годах — студентка Минского педагогического института им. М. Горького.
В первые месяцы Великой Отечественной войны, когда Минск был оккупирован немцами, 19 летняя студентка по заданию советской разведки, переданному через знакомого её отца, устроилась на работу в гебитскомиссариат, сказав немцам, что хочет отомстить за отца и готова работать в интересах Рейха.
Разведчица в/ч № 44388 (непосредственно ГРУ Генштаба РККА), с 1943 года числилась в «партизанском отряде № 14» (более известен под фиктивным названием «им. Кастуся Калиновского» под командованием «майора Орлова» — название отряда, имя командира, звания и имена-биографии личного состава были вымышленными, настоящие — засекречены; фактически это была спецгруппа разведотдела Генштаба под командованием майора В. К. Цветинского и состояла из кадровых разведчиков).
Обеспечивала советских разведчиков пропусками, паспортами и другими документами, добывала ценные сведения о дислокации фашистских войск, об их объектах и оборонительных укреплениях, принимала участие в организации диверсионных актов на военных объектах врага.
Арестована гестапо 7 апреля 1944 года. Сохранились её записки из застенок к матери, слаборазбираемые карандашные строки:

Мамуся! С этим этапом нас не отправят! Неожиданно мне и Ларисе сняли черные номера и нашили красные. Это значит, что на работу нас посылать не будут, а могут вызвать опять к следователю. Но все же, когда будут отправлять этапы, то подходи к поезду.
После продолжительных пыток, за три дня до освобождения города, 30 июня 1944 года казнена в карцере, тело сброшено в колодец на территории концлагеря в Минске по ул. Широкой.
После освобождения Минска Красной Армией мать Тамары нашла в карцере концлагеря окровавленную кофточку дочери, а в колодце среди трупов расстрелянных советских людей — погибшую дочь. Была похоронена на Военном кладбище, в 1963 году её брат, в войну фронтовой разведчик РККА, перезахоронил прах сестры рядом с могилой матери на кладбище по Московскому шоссе.
Сведений о каких-либо наградах не имеется.

## Память
- 22 сентября 1970 в Минске у школы № 105 (ул. Хмелевского, 12а) установлен памятник Тамаре Галабурде (скульптор В. И. Слинченко).
- В Белорусском государственном музее истории Великой Отечественной войны хранятся документы Тамары Галабурды — комсомольский билет, паспорт, профсоюзный билет, зачетная студенческая книжка и конспекты лекций по античной литературе и литературе эпохи Возрождения.